# ポジーリャ・アヴィア
株式公開会社・フメリニーツキイ航空企業「ポジーリャ・アヴィア」（ウクライナ語:ВАТ "Хмельницьке авіапідприємство «Поділля-Авіа»"ヴェーアーテー・フメリヌィーツィケ・アヴィアピドプルィイェームストヴォ・ポヂーリャ・アーヴィア；ロシア語:ОАО "Хмельницкое авиапредприятие «Подилля-Авиа»"オーアーオー・フミリニーツカイェ・アヴィアプリドプリヤーチイェ・パヂーリャ・アーヴィア）は、ウクライナの航空会社である。西ウクライナのフメリニツキーのルジーチュナ空港を拠点に、旅客・貨物輸送を行っている。

## 概要
フメリニツキー州における航空会社の独立に向けての取り組みは、早くもソ連時代の1984年3月10日から着手された。
ウクライナの独立後、アエロフロート・ソ連航空の路線や機材を引き継いだ国営企業ウクライナ航空フメリニーツキイ支社は、1993年11月26日にウクライナ交通省から運営許可証となる第448号法令を受け取った。
その後、1994年12月にウクライナ航空フメリニーツキイ航空企業として営業許可を得た。1998年3月には、フメリニーツキイ航空企業「ポジーリャ・アヴィア」となった。2000年5月26日には会社は株式会社となり、現在の形になった。

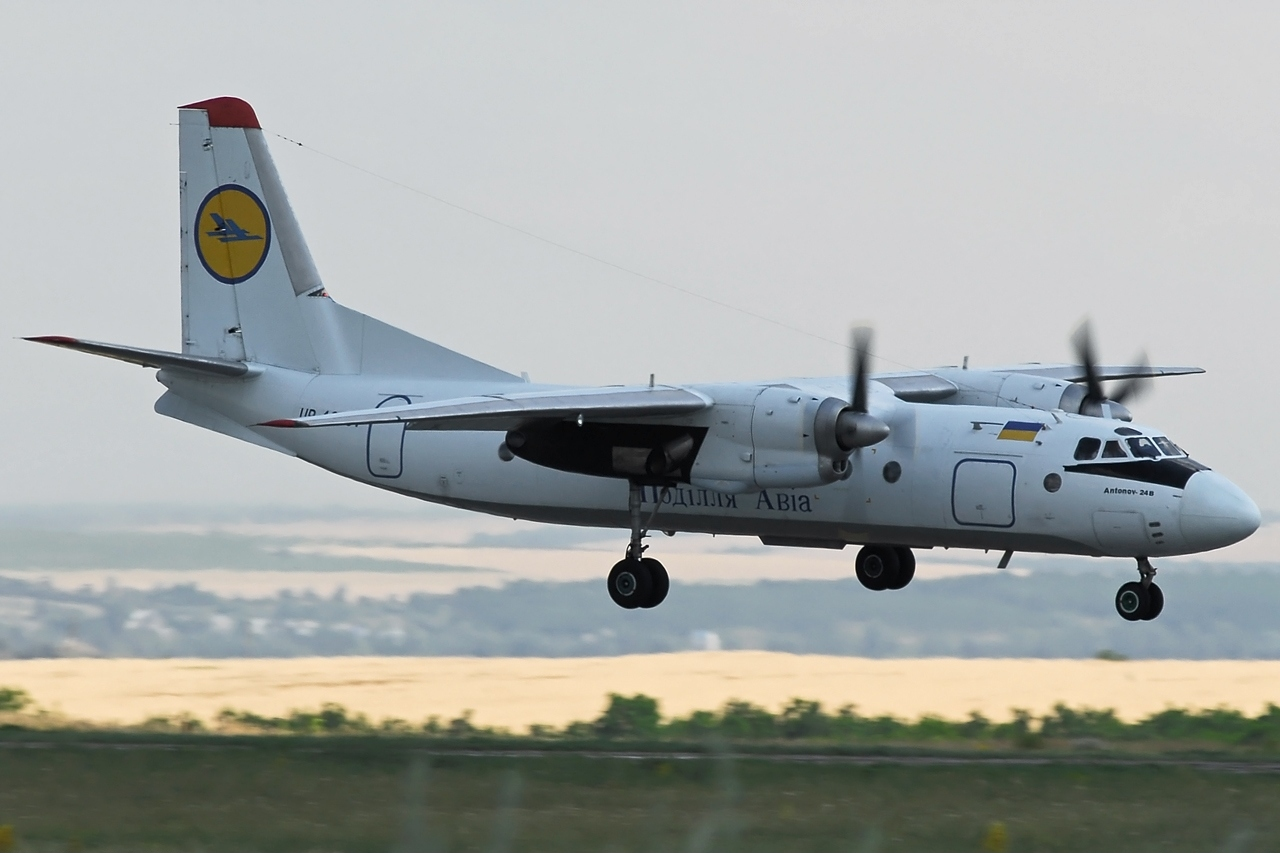
アントノフAn-24

現在、ポジーリャ・アヴィアでは旅客機としてAn-24、貨物機としてAn-26、貨客機としてAn-26-100を運用している。機体塗装は、垂直尾翼に入れられている社のマーク以外はウクライナ航空当時のままである。

## 社名
社名は、古いウクライナの地方名「ポジーリャ」(ポドーリエ、ポドレ、ポドリャ)に由来する。なお、ロシア語での翻訳名ではポドーリエ・アヴィア(«Подолье-Авиа»パローリイェ・アーヴィア)となるが正式には使用しておらず、ロシア語で書かれている社のホームページでも「ポジーリャ・アヴィア」と書かれている。

## 保有機材
- An-24
- An-26
- An-26-100